# BK Opava
O Basketbalový klub Opava (em português:  Basquetebol Clube Opava) é um clube de basquetebol baseado em Opava, República Checa que atualmente disputa a NBL. Manda seus jogos na Hala Opava com capacidade para 3.006 espectadores.

## Histórico de Temporadas
| Temporada | Nível | Liga | Pos. | J     | PL   | Resultado         | Copa Checa        | Competições internacionais  |
| --------- | ----- | ---- | ---- | ----- | ---- | ----------------- | ----------------- | --------------------------- |
| 2010-11   | 1     | NBL  | 1    | 18-12 | 1-3  | Quartas de finais | Quartas de finais | -                           |
| 2011-12   | 1     | NBL  | 8    | 9-31  |      |                   |                   | -                           |
| 2012-13   | 1     | NBL  | 3    | 15-21 | 1-2  | Quartas de finais |                   | -                           |
| 2013-14   | 1     | NBL  | 4    | 26-16 | 4-5  | Terceiro colocado | Semifinais        | -                           |
| 2014-15   | 1     | NBL  | 5    | 22-20 | 3-4  | Semifinais        | Quartas de finais | -                           |
| 2015-16   | 1     | NBL  | 4    | 26-15 | 1-3  | Quartas de finais | Terceiro colocado | -                           |
| 2016-17   | 1     | NBL  | 5    | 16-16 | 5-6  | Semifinais        | Finalista         |                             |
| 2017-18   | 1     | NBL  | 3    | 20-12 | 8-3  | Finalista         | Quartas de finais |                             |
| 2018-19   | 1     | NBL  | 6    | 19-17 | 3-4  | Quartas de finais | Finalista         | 3 Liga dos Campeões TR 2-12 |
| 2019-20   | 1     | NBL  | 2    | 20-8  |      |                   | Semifinais        | R Copa Alpe Ádria QF        |
| 2020-21   | 1     | NBL  | 2    | 22-10 | 6-4  | Finalista         | Quartas de finais |                             |
| 2021-22   | 1     | NBL  | 2º   | 15-7  | 8-5  | Finalista         | Campeão           | 4 Copa Europeia TR 1-5      |
| 2022-23   | 1     | NBL  | 6º   | 17-19 | 11-6 | Campeão           | Quartas de finais | 4 Copa Europeia TR 3-3      |
| 2023-24   | 1     | NBL  | 2º   | 24-12 | 2-4  | Quartas de finais |                   | 3 Liga dos Campeões TR 0-6  |
| 2024-25   | 1     | NBL  | 2º   | 22-14 | 2-4  | Quartas de finais |                   |                             |

fonte:eurobasket.com

## Títulos
Liga Checa
Campeão (5):1996–97, 1997–98, 2001–02, 2002–03, 2022-23
Finalista (2): 2017-18, 2020-21, 2021-22
Copa da Chéquia
Campeão (6): 1996–97, 1997–98, 1998–99, 2000–01, 2002–03, 2021-22